# Wolfgang Hoppe
Wolfgang Hoppe, född 14 november 1957 i Apolda i Thüringen i Östtyskland, är en tidigare tysk styrman i bob och tiokampare som tävlade för Östtyskland och Tyskland Hoppe deltog som styrman i bob i fyra vinter-OS och vann sex medaljer varav två guld, tre silver och ett brons.
Hoppe vann guld i två- och fyrmansbob 1984. Vid vinterspelen 1988 tog han silver i två- och fyrmansbob. Han tog även silver i fyrmannsbob 1992 samt ett brons 1994. Hoppe var fanbärare vid invigningen av spelen i Albertville 1992. I VM-sammanhang vann han 14 medaljer. Han har sex VM-guld, ett VM-silver och sju VM-brons. 